# 수리아 베가
수리아 베가(Zuria Vega, 1990년 1월 10일 ~ )는 멕시코의 배우, 가수이다.